# Audiofiel

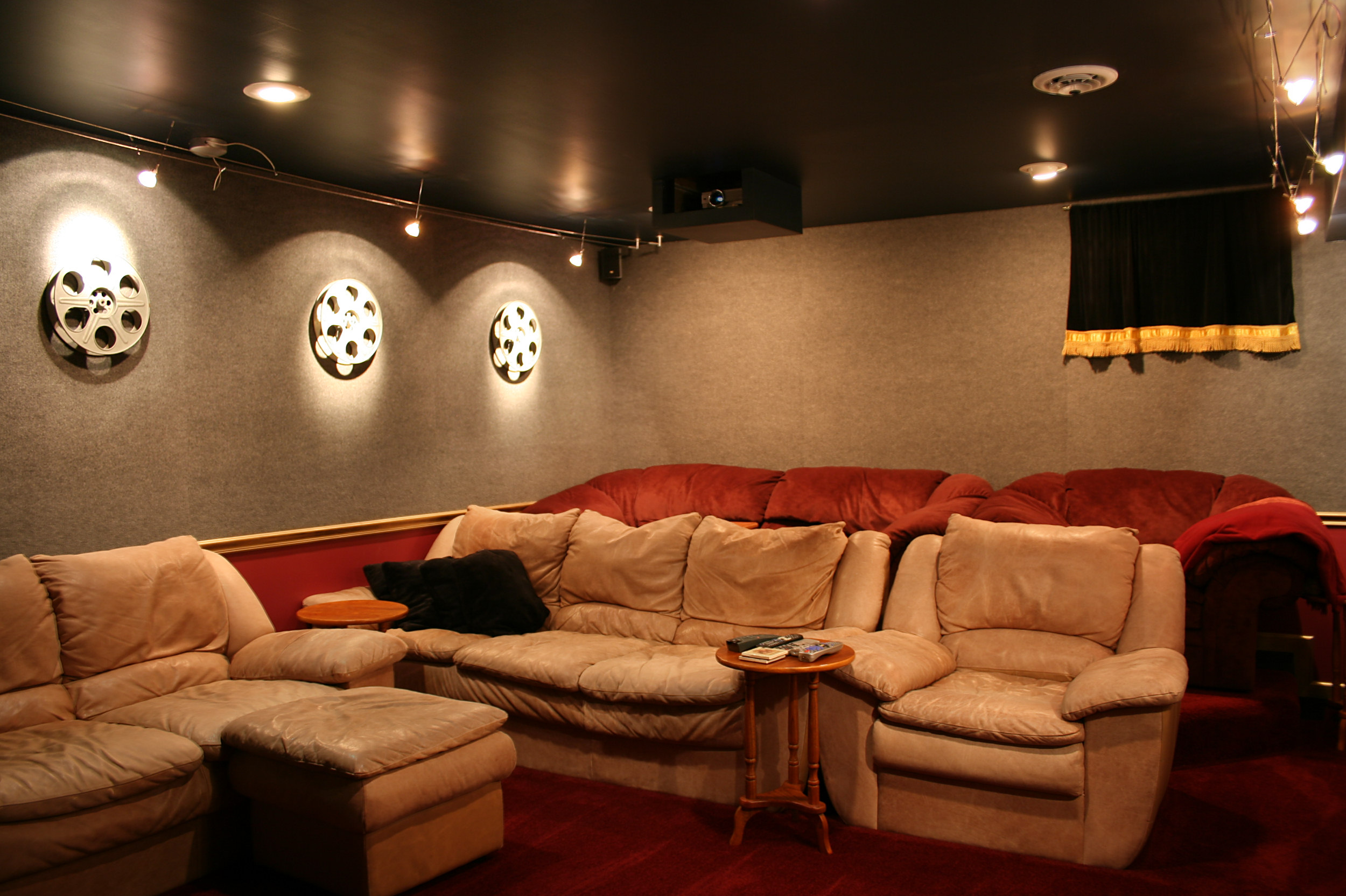
Hometheater

Audiofiel is een term voor iemand die zich zeer gedreven voelt tot het perfectioneren van de weergave van opgenomen geluid. Hoewel het er in veel gevallen niet mee bedoeld wordt, kan dit zo ver gaan dat het een obsessie wordt. De term audiofiel is van het Grieks en Latijn afkomstig en betekent vrij vertaald hoor-liefhebber oftewel: geluidsliefhebber.
De audiofiel zal, voor zover budget en andere randvoorwaarden het toelaten, een audioinstallatie zo inrichten dat de reproductie van hoge, midden- en lage tonen zo natuurgetrouw mogelijk is. Dit wil in beginsel zeggen dat gepoogd wordt het geluid precies zo weer te geven als dat het klonk ten tijde van de opname, bij live-concert of in opnamestudio. 
Audiofielen noemen zichzelf ook wel High-Enders, afgeleid van High-End HiFi. Het begrip High-End duidt op de hogere regionen van de mogelijkheden in het bereiken van die getrouwheid in geluidsweergave. Sommige van de hieronder gerekende apparaten zijn zo goed, dat de technische en/of klank-kwalitatieve eigenschappen van de opnameapparatuur verre wordt overtroffen.
Om deze reden is er ook nog sprake van 'audiofiele opnames'. Het audiofiel zijn komt dus soms ook om de hoek kijken bij het maken van opnames waar het niet zozeer gaat om de High-End weergave, maar het zo natuurgetrouw opnemen, teneinde later ook de weergave zo natuurlijkgetrouw mogelijk te kunnen laten zijn.